# Apen
Apen är en kommuni det tyska distriktet Ammerland i delstaten Niedersachsen. Kommunen har cirka 12 000 invånare.

## Geografi

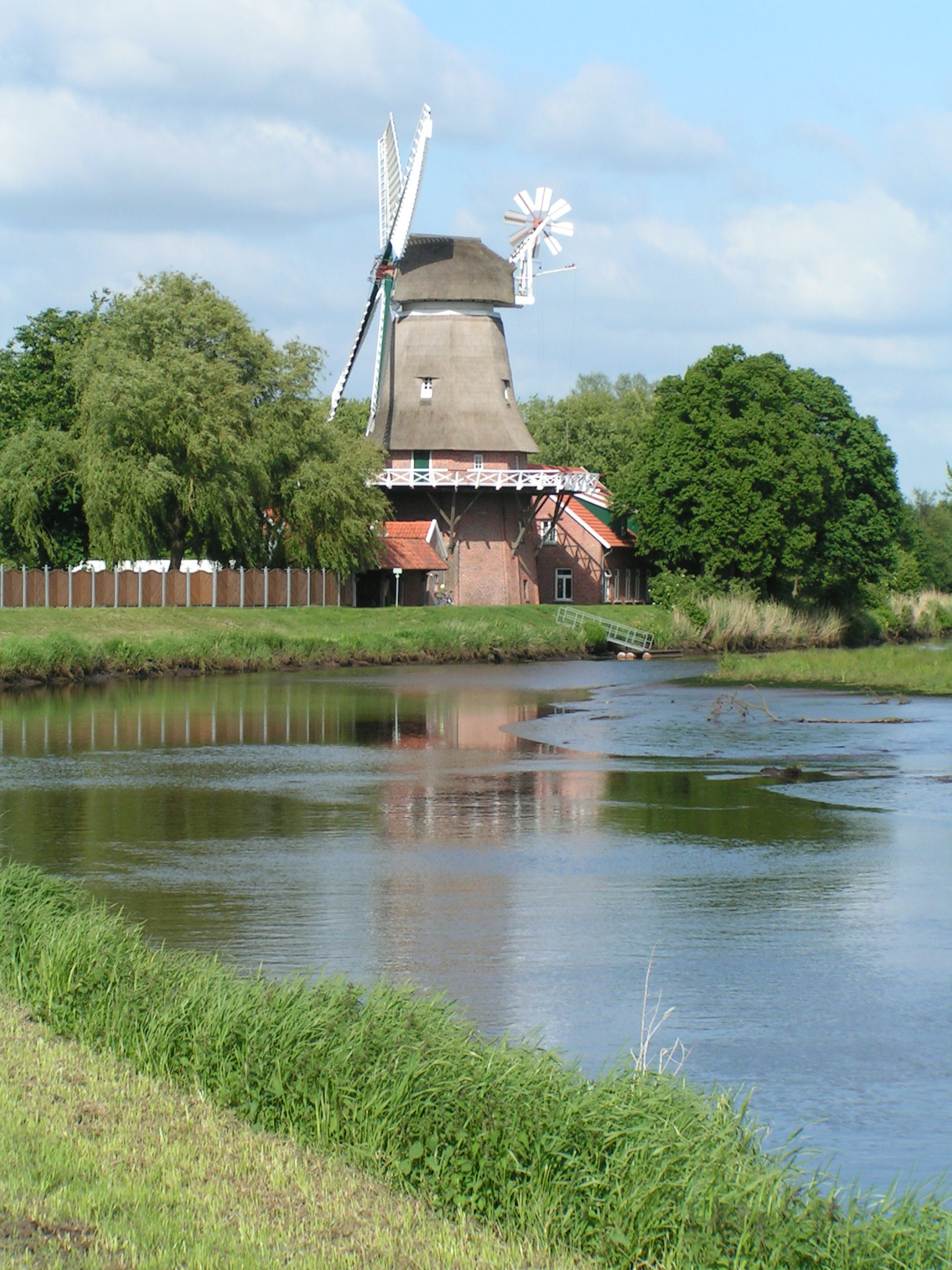
Väderkvarnen i Hengstforde

Apen ligger på det nordtyska låglandet nära Nordsjökusten. Kommunen ligger endast ca 3 meter över havet och påverkas av tidvatten. För att undvika översvämningar har skyddsvallar byggts. Kommunen ligger i det ammerländska parklandskapet, på gränsen till Ostfriesland.
Kommunen gränsar till Westerstede och Edewecht i Landkreis Ammerland, Barssel i Landkreis Cloppenburg samt kommunerna Detern och Uplengen i Landkreis Leer.

## Historia
Apen och övriga Ammerland är en del av det historiska landskapet Oldenburger Land. Orten omnämndes första gången 1230 då det berättas om att riddarna av Apen deltog i greven av Oldenburgs här. Vid denna tid byggdes även Apens äldsta kyrka, St. Nikolai-kyrkan. År 1340 byggdes Ammerlands första väderkvarn i Apen.
Under historiens lopp har Apen varit den viktigaste orten för försvaret mot grannlandskapet Ostfriesland. År 1457 brändes Apen ned i strider mellan Ostfriesland och Oldenburg. Vid ett flertal andra tillfällen under 1400- och 1500-talen drabbas Apen av bränder och år 1538 erövras fästningen i Apen av furstbiskopen av Münster.
År 1582 inrättade greve Johan VII av Oldenburg två marknader i Apen och 1778 revs fästningen. I dag finns enbart vallgraven kvar.

## Orter i Apen kommun
- Apen (kommunens huvudort)
- Augustfehn I
- Augustfehn II
- Augustfehn III
- Espern
- Hengstforde
- Godensholt
- Nordloh
- Tange
- Vreschen-Bokel
- Roggenmoor
- Klauhörn

## Näringsliv

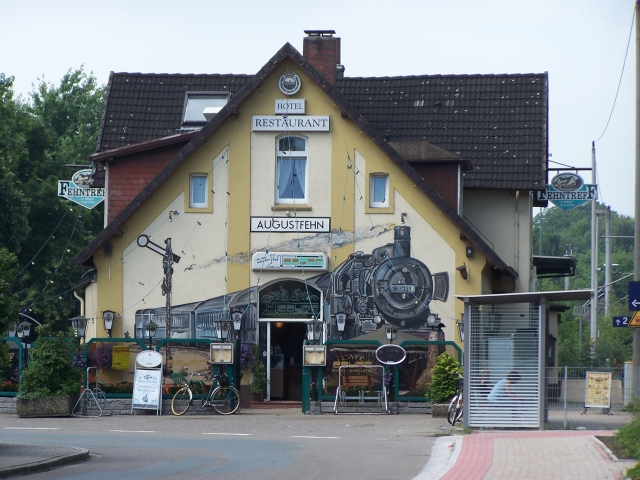
Järnvägsstationen i Augustfehn

Inom Apen är jordbruk en viktig näring. Apen är liksom andra delar av Ammerland känt bland annat för sin skinka (Ammerländer Schinken).
Kommunen ligger längs järnvägen mellan Oldenburg och Leer och i Augustfehn finns en järnvägsstation. Apen ligger vid motorvägen A28. 